# Boticaria García
María de los Ángeles García García, més coneguda com a Boticaria García o Marián García (Belmonte, 1982), és una farmacèutica, divulgadora científica i professora espanyola.

## Trajectòria
García va néixer en la localitat de Belmonte en 1982. Es va doctorar en Farmàcia per la Universitat Complutense de Madrid i es va graduar en Nutrició Humana i Dietètica i en Òptica i Optometria. Va exercir com a farmacèutica rural durant set anys, fins a 2013, en una oficina de farmàcia de Villaescusa d'Haro. Entre 2013 i 2018, ho va fer en una altra de Mejorada del Campo. Des d'aquest moment, va passar a dedicar-se de manera exclusiva a la divulgació i la docència.
El 2011 va crear el seu primer blog, Mi gremlin no me come. Més tard, va crear el blog boticariagarcia.com, des del qual buscava resoldre els dubtes freqüents sobre salut i nutrició del públic general. Va ser professora del grau de Nutrició i Dietètica i del màster en Divulgació Científica en la Universitat Isabel I.
García ha publicat quatre llibres: El jamón de york no existe, El paciente impaciente i El moco radioactivo. Durant la pandèmia de COVID-19, va publicar al costat de la periodista Arantxa Castaño el llibre digital 123 preguntas coronavirus.
Com a divulgadora, ha participat també com a col·laboradora habitual en diferents mitjans de comunicació, com a RNE, el diari espanyol El Mundo o programes de televisió com Zapeando, La sexta noche o Òrbita Laika. També ha impartit conferències i tallers per a diferents institucions. García va dirigir la sèrie de pòdcasts Más de un millón de voces para autocuidarnos de l'Associació per a l'Autocura de la Salut, la Societat Espanyola de Metges Generals i de Família, el Consell General d'Infermeria i el de la Psicologia d'Espanya així com l'Associació Madrilenya de COVID Persistent.